# Ford GT (GTE)
Chronologie des modèles
Ford Mustang GT3
La Ford GT (version GTE) est une voiture de course développée par la branche sportive Ford Performance pour courir dans les catégories LM GTE de l'Automobile Club de l'Ouest et GTLM de l'International Motor Sports Association. Afin de célébrer le 50e anniversaire de la victoire de la Ford GT40 aux 24 Heures du Mans, Ford a annoncé son retour en endurance en 2015 par un engagement en GT, le programme est prévu sur quatre années,.
La société canadienne Multimatic Motorsports assure l'engagement en Championnat du monde d'endurance FIA avec l'appui du Chip Ganassi Racing qui supervise également l'engagement en United SportsCar Championship.

## Écuries
- Ford Chip Ganassi Racing
- Keating Motorsports